# Кропивницька
Кропивни́цька — вузлова вантажна залізнична станція Знам'янської дирекції Одеської залізниці на лінії Помічна — Долинська.
Розташована на території Новоукраїнського району Кіровоградської області за 1 км на південь від села Мала Тимошівка.
Станцію відкрито у 1978 році у складі новозбудованої лінії Помічна — Долинська.
У 1983 році дільницю Помічна — Долинська було електрифіковано.